# Elecciones regionales de Venezuela de 2004
Las elecciones regionales de Venezuela de 2004 fueron celebradas el 31 de octubre. Unos 14 millones de venezolanos debían elegir a los gobernadores de 22 estados de Venezuela, los alcaldes de 332 municipios y los alcaldes mayores de dos distritos, incluyendo el Distrito Capital. La abstención fue de 54.27%, un aumento de 24.5% en comparación con la última elección de este tipo (43.6%)

## Campaña y preparativos
Las elecciones inicialmente habían sido anunciadas para finales de septiembre, pero el Consejo Nacional Electoral cambió la fecha alegando dificultades técnicas.
En estas elecciones no participaron la OEA ni el Centro Carter como observadores internacionales.
La campaña del oficialismo fue organizada por el Comanda Maisanta, y entre sus objetivos se trazaron triplicar el número de alcaldías en su poder, que en las elecciones pasadas fueron un centenar. La Coordinadora Democrática, coalición opositora, anunció su participación en las elecciones de manera tardía, aunque lo hizo bajo protesta, alegando no confiar en el CNE. Sin embargo, esta declaración no eliminó la desconfianza de muchos opositores, quienes siguieron mostrando desconfianza en todo el proceso. Unos 120 mil efectivos militares custodiaron los centros electorales.

## Participación
Los candidatos apoyados por el presidente Hugo Chávez obtuvieron una clara victoria al conquistar 20 de las 22 gobernaciones en disputa. De igual manera se hicieron con la gran mayoría de las alcaldías.
En estas elecciones, el partido oficialista Movimiento V República y su aliado PODEMOS recurrieron al uso de las llamadas "tarjetas morochas". Esta técnica, utilizada por primera vez por Eduardo Lapi de Convergencia en el 2000, consiste en animar al elector simpatizante a depositar sus votos nominales y votos lista en dos tarjetas diferentes. De esta manera, los partidos que poseen dichas tarjetas pueden acceder a una mayor cantidad de cargos de las que hubieran obtenido si el elector hubiera votado lista y nominal en una tarjeta. En estas elecciones, gracias a las "morochas", a pesar de contar únicamente con el 48.6% de los votos, los partidarios de Chávez lograron ocupar el 74.8% de los cargos en juego.
El cargo de Alcalde Mayor de Caracas fue ganado por Juan Barreto, aliado de Chávez. El periodista Alfredo Peña, candidato opositor, retiró su candidatura dos semanas antes de las elecciones, alegando que se iba a cometer fraude. De esta manera, Claudio Fermín se convirtió en el candidato opositor único en el Distrito Capital.
Por su parte, la oposición fue dividida y desmoralizada como consecuencia de su derrota en el referéndum presidencial celebrado en agosto de ese año. En algunos estados, no lograron unificar las candidaturas, lo que se tradujo en dispersión del voto opositor. Las denuncias de fraude realizadas por la oposición en el citado referédum resultaron ser contraproducentes, ya que aunque la abstención en estas elecciones solía ser elevada, muchos opositores optaron por no participar en las de octubre de 2004.

## Consecuencias y reacciones
La oposición venezolana salió debilitada de esta consulta, perdiendo 6 de las 8 gobernaciones que controlaba antes. También perdió la gran mayoría de las 220 alcaldías que ganaron en el 2000.
El Presidente Chávez señaló que la oposición 'había cavado su propia fosa' al haber insistido en sus declaraciones de fraude en el pasado referéndum. También proclamó el inicio de una nueva etapa de "profundización de la revolución bolivariana".
Los candidatos del gobierno obtuvieron 270 alcaldías, un 83% del total nacional.
El candidato opositor Enrique Mendoza, que buscaba la reelección como gobernador del Estado Miranda, se negó a reconocer la victoria del chavista Diosdado Cabello, anunciada por el CNE. Henrique Salas Feo, gobernador de Carabobo, también desconoció los resultados del CNE, que daban por ganador al militar retirado Luis Felipe Acosta Carlez.